# Eucalyptus alligatrix
Eucalyptus alligatrix är en myrtenväxtart som beskrevs av Lawrence Alexander Sidney Johnson och Kenneth D. Hill. Eucalyptus alligatrix ingår i släktet Eucalyptus och familjen myrtenväxter. Inga underarter finns listade i Catalogue of Life. Växten har sitt ursprungliga utbredningsområde till New South Wales och Victoria i sydöstra Australien. 

## Bildgalleri

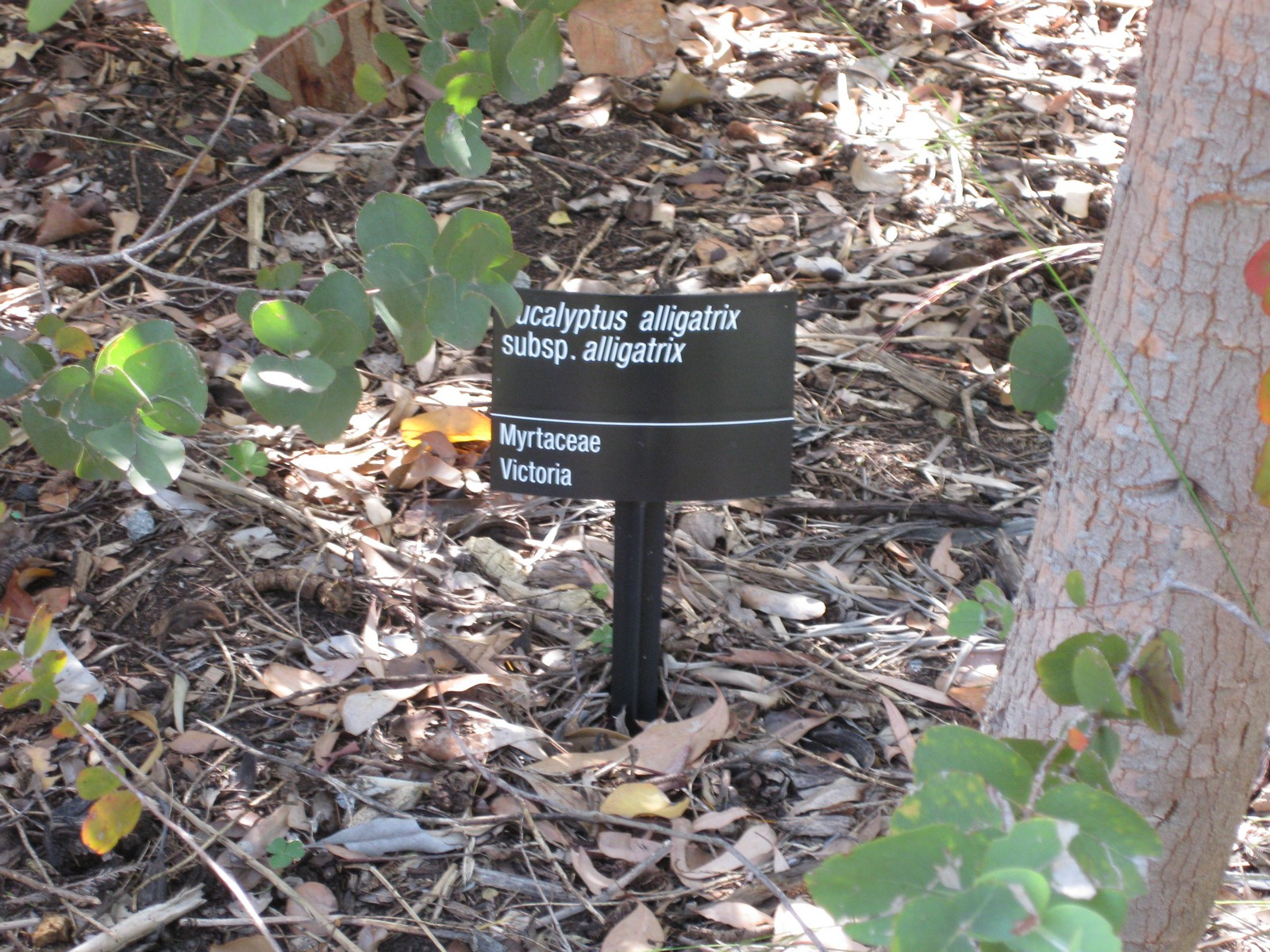